# Pseudolitochrus borneensis
Pseudolitochrus borneensis is een keversoort uit de familie glanzende bloemkevers (Phalacridae). De wetenschappelijke naam van de soort werd in 1994 gepubliceerd door Lyubarsky.